# Santiago Mundí i Giró
Santiago Mundí i Giró (Figueres, Alt Empordà, 28 de juny de 1842 - Barcelona, Barcelonès, 12 de juny de 1915) fou un catedràtic i científic català.

## Biografia
Era fill del músic Abdó Mundí i Ricart (1817-1872) i de Teresa Giró, ambdós naturals de Figueres.
Fill d'una família molt modesta, feu els seus estudis en la facultat de ciències de Barcelona, i per poder acabar els estudis es va veure obligat a donar lliçons en diversos col·legis i a tocar el violí o la viola en alguns teatres, ja que era un músic distingit.
El 1881 guanyà per oposició la càtedra de geometria analítica de la Universitat de Barcelona, i sent ja catedràtic estudià a la facultat de farmàcia, on es llicencià el 1900. Des del 1867 va pertànyer a l'Acadèmia de Ciències de Barcelona, en la que desenvolupà diversos càrrecs. També va intervenir en la política, formà part de la Junta directiva per l'organització del partit republicà històric d'aquesta ciutat, i el 1903 en fou elegit regidor.
Va pertànyer a un gran nombre de societats, i a més de nombroses i importants treballs llegits a l'Acadèmia de Ciències, així com molts d'articles publicats en diaris i revistes, és autor de:
- Lecciones de Geometria analitica, de la que se'n van fer tres edicions l'última el 1904
- Apuntes autografiados de Geometria de posición, 1883
- Extracto de algunas lecciones de Geometria métrica, Barcelona, 1903
- Geometria general
- Importancia matemática de la música

Restava en possessió de diverses condecoracions i havia aconseguit diferents premis pels seus treballs.